# Samara Weaving
Samara Weaving (Adelaide, 1992. február 23.–) ausztrál színésznő és modell.

## Fiatalkora és családja
1992. február 23-án született Adelaideban. Édesapja angol, míg édesanyja máltai származású. Szingapúrban, a Fidzsi-szigeteken és Indonéziában nevelkedett fel. Édesapja Simon Weaving filmrendező, Newcastle-i Egyetemi oktató, a Canberra-i Nemzetközi Filmfesztivál művészeti vezetője (New Castle megye, Új-Dél-Wales). Édesanyja, Helena Bezzina művészetterapeuta, aki múzeumi tanulmányokat oktat a Newcastle-i Egyetemen. A húga, Morgan szintén színésznő. nagybátyjuk Hugo Weaving színész.
Weaving és családja 2005-ben elköltözött Canberrába, ő pedig egy helyi lányiskola növendéke lett. Drámatagozatosként különböző iskolai és színházi produkciókban szerepelt.

## Pályafutása
Karrierjét hazájában kezdte, első szerepét az Out of the Blue (2008) című sorozatban kapta. Indi Walker alakításával került előtérbe az Otthonunk című szappanoperában (2009–2013), amelyért 2011-ben Australian Academy of Cinema and Television Arts (AACTA) díjat kapott, valamint jelölést, mint legjobb női előadó.
Az Otthonunk abbahagyása után az Egyesült Államokban kapott szerepeket. Vendégszereplő volt az Ash vs Evil Dead (2015–2016) sorozatban, majd 2017-ben a SMILF rendszeres alakítója lett, amelyet végül a második évad 2019-es bemutatása előtt otthagyott. Ugyanebben az évben csatlakozott a SMILF-hez, majd a Súlyos testi sértés és A bébiszitter című játékfilmekben szerepelt. Mellékszerepet játszott a Három óriásplakát Ebbing határában című filmdrámában, amelyért Screen Actors Guild-díjat kapott a film színészeinek kiemelkedő teljesítményéért. 2019-ben Weaving további elismerést kapott a kritikus és kereskedelmi szempontból sikeres Aki bújt (2019) horrorfilmért, ami egyben első főszerepe is volt egy amerikai mozifilmben.
Weaving karrierje során felváltva mozgott a filmek és a televíziós sorozatok között; szerepelt a Picnic at Hanging Rock (2018) és a Hollywood (2020) minisorozatban, mint főszereplő. Filmszereplései között szerepel még a Talpig fegyverben (2019), a Last Moment of Clarity (2020) és a Bill és Ted – Arccal a zenébe (2020).

## Magánélete
2019. március 10-én bejelentette, hogy Jimmy Warden kreatív producer eljegyezte.

## Filmográfia

### Film
| Év   | Magyar cím                               | Eredeti cím                               | Szerep                             | Magyar hang     |
| ---- | ---------------------------------------- | ----------------------------------------- | ---------------------------------- | --------------- |
| 2013 |                                          | Mystery Road                              | Peggy                              |                 |
| 2016 | Rossz kislány                            | Bad Girl                                  | Chloe Buchanan / Jessica Cooper    |                 |
| 2016 | Monster Trucks – Szörnyverdák            | Monster Trucks                            | Brianne                            | Boldog Emese    |
| 2017 | Súlyos testi sértés                      | Mayhem                                    | Melanie Cross                      |                 |
| 2017 | Három óriásplakát Ebbing határában       | Three Billboards Outside Ebbing, Missouri | Penelope                           | Kis-Kovács Luca |
| 2017 | A bébiszitter                            | The Babysitter                            | Bee                                | Mikecz Estilla  |
| 2018 | Aki bújt                                 | Ready or Not                              | Grace Le Domas                     | Györfi Anna     |
| 2018 | Talpig fegyverben                        | Guns Akimbo                               | Nix                                | Gáspár Kata     |
| 2020 | Farkasbőrben                             | 100% Wolf                                 | Betty (hangja)                     | Böhm Anita      |
| 2020 |                                          | Last Moment of Clarity                    | Georgia Outerbridge / Lauren Clerk |                 |
| 2020 | Bill és Ted – Arccal a zenébe            | Bill & Ted Face the Music                 | Thea Preston                       | Földes Eszter   |
| 2020 | A bébiszitter – A kárhozottak királynője | The Babysitter: Killer Queen              | Bee                                | Mikecz Estilla  |
| 2021 | Kígyószem: G.I. Joe – A kezdetek         | Snake Eyes                                | Shana O'Hara / Scarlett            | Mikecz Estilla  |
| 2022 | Filmcsillag a barátnőm                   | The Valet                                 | Olivia Allan                       | Dobó Enikő      |
| 2022 |                                          | Chevalier                                 | Marie-Josephine                    |                 |
| 2022 | Babylon                                  | Babylon                                   | Colleen Moore                      | Mikecz Estilla  |
| 2023 | Sikoly VI.                               | Scream VI                                 | Laura Crane                        | Staub Viktória  |
| 2024 |                                          | Azrael                                    | Azrael                             |                 |
| 2024 | Farkasbőrben – Vár a falka!              | 200% Wolf                                 | Batty (hangja)                     | Böhm Anita      |

Dokumentum- és rövidfilmek
- 2009: Sprung – Fran (rövidfilm)
- 2009: Steps – önmaga (rövidfilm) – rendező és forgatókönyvíró
- 2014: Growing Young – Minks (rövidfilm)
- 2014: Flex Off 2014 – önmaga (dokumentumfilm)
- 2015: He Who Has It All – Serena (rövidfilm)
- 2023: La Snob – Marguerite de La Rocque (rövidfilm)

### Televízió

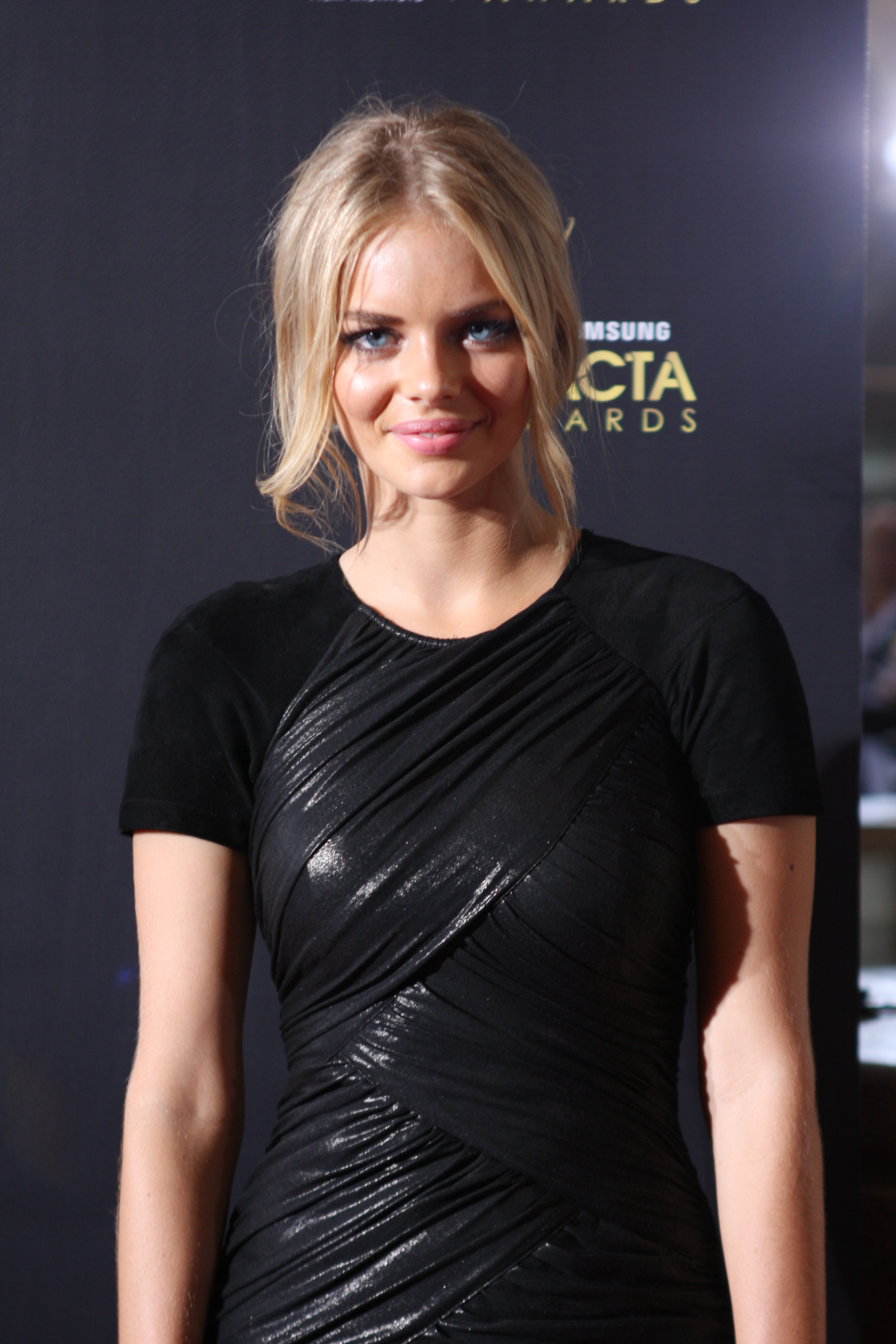
Az AACTA-díjátadón, 2012 januárjában

| Év        | Magyar cím       | Eredeti cím            | Szerep               | Megjegyzések                                            |
| --------- | ---------------- | ---------------------- | -------------------- | ------------------------------------------------------- |
| 2008      |                  | Out of the Blue        | Kirsten Mulroney     | főszereplő (50 epizód)                                  |
| 2009–2013 | Otthonunk        | Home and Away          | Indi Walker          | főszereplő (336 epizód)                                 |
| 2011      |                  | 1st AACTA Awards       | önmaga / műsorvezető | különkiadás                                             |
| 2015      |                  | Squirrel Boys          | Kelly                | websorozat (3 epizód)                                   |
| 2015–2016 | Ash vs Evil Dead | Ash vs Evil Dead       | Heather              | - visszatérő szereplő - magyar hangja: - Gáspár Kata    |
| 2017–2019 |                  | SMILF                  | Nelson Rose          | - főszereplő (18 epizód) - magyar hangja: - Mezei Kitty |
| 2018      |                  | Picnic at Hanging Rock | Irma Leopold         | főszereplő (6 epizód)                                   |
| 2020      | Hollywood        | Hollywood              | Claire Wood          | főszereplő (7 epizód)                                   |
| 2021      | Kilenc idegen    | Nine Perfect Strangers | Jessica              | minisorozat (8 epizód)                                  |